# Wildchild (Rapper)
Wildchild (* um 1974 in Oxnard, Kalifornien als Jack Brown Turner) ist ein US-amerikanischer Rapper.

## Werdegang
Schon in der sechsten Klasse seiner Schulzeit lernte er Madlib und DJ Romes kennen und begann mit Breakdance und Rappen. Durch seine Live-Auftritte und seinen Freestyle wurde er schnell bekannt und im Jahre 1993 formte er mit Madlib und DJ Romes die Gruppe Lootpack.
Seinen ersten großen Gastauftritt hatte er in dem Lied "WLIX" auf der Tha Alkaholiks LP Coast II Coast. Jedoch erst im Jahre 1999 konnte seine Gruppe die Debüt-LP Soundpieces: Da Antidote veröffentlichen. Diese war in der Hip-Hop-Szene sehr erfolgreich, ein zweites Album der Gruppe folgte jedoch nicht, obwohl sich die Gruppe niemals offiziell auflöste.
Vielmehr veröffentlichte Wildchild im Jahre 2003 seine erste Solo-LP Secondary Protocol. Diese ist von Madlib und Oh No produziert worden und auf dem Plattenlabel Stones Throw veröffentlicht worden. Dieses Album gilt als Hip-Hop-Klassiker und hat viele Gastauftritte, unter anderem von Planet Asia, Aceyalone, Vinia Mojica, Medaphoar und Tha Liks. Bemerkenswert ist auch, dass Percee P von Wildchild wiederentdeckt wurde und Wildchild es in dem Lied "Knicknack 2002" schafft raptechnisch mit diesem auf ein Niveau zu kommen was bisher nicht einmal Lord Finesse schaffte.
Nach seinem Album folgten etliche Gastauftritte sowie eine EP. Im Jahre 2005 spielte Wildchild eine Rolle in dem Film "Six Niggaz in a Cadillac" von Michael Murphy. Wildchild ist verheiratet und hat eine Tochter.

## Diskografie (Auswahl)
- Knicknack 2002 12" single 2002
- Heartbeat Remix 12" single 2002 (white label)
- Code Red 12" single 2003
- Secondary Protocol CD/LP 2003
- Wonder Years Remix 12" single 2004
- Wildchild & 45 King – Two-Five 7" single 2004
- The jackal EP 2004
- Wildchild & Jazz Liberators – After Party 12" single 2004
- Wild´n you DVD + CD 2004
- Jack of all Trades CD/LP 2007